# 福井市鶉小学校
福井市鶉小学校（ふくいし うずらしょうがっこう）は、福井県福井市砂子坂町にある公立小学校。

## 沿革
- 1872年（明治5年） - 学制発布により、波寄小学校、浄土寺小学校を創設。
- 1873年（明治6年）7月 - 砂子坂小学校を創設。
- 1877年（明治10年）8月 - 砂子坂小学校と波寄小学校を統合し、鶉小学校が誕生。
- 1889年（明治22年） - 町村制施行により坂井郡鶉村鶉小学校となる。
- 1891年（明治24年） - 学制改革により鶉尋常小学校と改称。
- 1909年（明治42年）3月 - 布施田小学校を統合し、1～4年生の分教場とする。
- 1941年（昭和16年）4月1日 - 鶉国民学校に改称。
- 1947年（昭和22年）4月1日 - 鶉小学校に改称。
- 1955年（昭和30年）3月31日 - 坂井郡鶉村、本郷村、棗村、鷹巣村の4村合併により川西村が誕生。川西村立鶉小学校となる。
- 1957年（昭和32年）7月10日 - 坂井郡川西村が町制施行により川西町立鶉小学校となる。
- 1967年（昭和42年）5月17日 - 坂井郡川西町が福井市に編入合併、福井市鶉小学校となる。
- 2007年（平成19年）4月1日 - 2学期制を開始。

## 校訓
強い子 よい子 鶉の子

## 交通アクセス
- 京福バス
  - 16 川西・三国線「砂子坂」下車。

## 学校周辺
- 福井市川西中学校
- 佐野温泉
- 福井コスモス公苑
- 福井医療大学
- 福井総合病院

## 著名な出身者
- 中垣内祐一 - バレーボール(Vリーグ)監督（堺ブレイザーズ）、バレーボール元日本代表選手
- 川上テルヒサ - パンク演歌シンガーソングライター